# Mirax reperta
Mirax reperta är en stekelart som beskrevs av Papp 1984. Mirax reperta ingår i släktet Mirax och familjen bracksteklar. Inga underarter finns listade i Catalogue of Life.